# فراشکلا علیا
فراشکلاعلیا، روستایی است از توابع بخش مرکزی شهرستان نوشهر در استان مازندران ایران.

## جمعیت
این روستا در دهستان کالج قرار دارد و براساس سرشماری مرکز آمار ایران در سال ۱۳۸۵، جمعیت آن ۴۰۷ نفر (۱۱۱خانوار) بوده‌است. مردم فراشکلاعلیا از قومیت طبری هستند. مردم فراشکلاعلیا به زبان طبری با گویش کجوری سخن می‌گویند.